# Oscar Isaac
Oscar Isaac, all'anagrafe Óscar Isaac Hernández Estrada (Città del Guatemala, 9 marzo 1979), è un attore guatemalteco naturalizzato statunitense.
È noto per aver interpretato il malvagio mutante Apocalisse nel film X-Men - Apocalisse (2016), il pilota Poe Dameron nella trilogia sequel di Guerre stellari (composta dagli episodi VII, VIII e IX), il duca Leto Atreides in Dune (2021) e il vigilante Moon Knight nell'omonima miniserie televisiva (2022) del Marvel Cinematic Universe (MCU) e dei Marvel Studios.
Per la sua interpretazione in A proposito di Davis (2013) ha ottenuto una candidatura ai Golden Globe come miglior attore protagonista in un film commedia o musical. Nel 2016 ha vinto il Golden Globe per il miglior attore in una mini-serie o film per la televisione per la sua interpretazione in Show Me a Hero.

## Biografia
Isaac nasce a Città del Guatemala nel 1979, figlio di Óscar Gonzalo Hernández Cano, uno pneumologo cubano e di María Eugenia Estrada Nicolle, una casalinga guatemalteca di origine francese per parte di madre. Sua sorella è la scienziata Nicole Hernández-Hammer, impegnata nella ricerca sui mutamenti climatici. Da bambino, quando non ha che cinque mesi d'età, emigra con i genitori negli Stati Uniti, stabilendosi a Miami, Florida. Successivamente nella stessa città entra a far parte del gruppo punk rock Blinking Underdogs, in qualità di cantante e chitarrista. Isaac si diploma alla Juilliard School nel 2005.

### Gli inizi (1996–2012)
Il suo debutto cinematografico è nel film Illtown (1996), in cui viene accreditato nei titoli di coda come "Pool Boy". Nel 2002 è poi apparso brevemente in All About the Benjamins e in Law & Order: Criminal Intent, quattro anni più tardi. Nel 2006 ha ottenuto il primo ruolo importante, quello di Giuseppe in Nativity, film ispirato alla vita di Gesù. L'anno seguente ha recitato nel drammatico Davanti agli occhi accanto a Uma Thurman e, nel 2008, Steven Soderbergh lo ha scelto per un piccolo ruolo nella prima parte del film dedicato a Che Guevara: Che - L'argentino. Nello stesso anno Ridley Scott lo ha diretto in Nessuna verità, al fianco di Russell Crowe e Leonardo DiCaprio. 
Nel 2009 ha vinto un Australian Film Institute Awards come miglior attore non protagonista per la sua interpretazione del politico est-timorese José Ramos-Horta nel film Balibo, e ha recitato al fianco di Rachel Weisz e Max Minghella in Agora, film di Alejandro Amenábar dove Isaac interpretava Oreste, allievo della filosofa Ipazia e futuro prefetto di Alessandria d'Egitto. Nel 2010 è 
stato diretto nuovamente da Ridley Scott nel film ispirato alle gesta di Robin Hood, nel ruolo del Principe Giovanni. Nel 2011 ha recitato nei film Sucker Punch, W.E. - Edward e Wallis e Drive, mentre nel 2012 ha ottenuto un ruolo in The Bourne Legacy.

### Il successo (2013–presente)
Nel 2013 è stato scelto dai fratelli Coen come protagonista del loro film A proposito di Davis. L'anno successivo ha recitato in 1981: Indagine a New York di J. C. Chandor, accanto a Jessica Chastain, sua amica dai tempi della Julliard School. Nel 2014 ha recitato nel film I due volti di gennaio di Hossein Amini, accanto a Viggo Mortensen e Kirsten Dunst. Nel 2015 ha interpretato Nick Wasicsko nella miniserie Show Me a Hero, per la quale ha vinto il Golden Globe come miglior attore in una miniserie o film per la televisione, e in seguito, il ruolo del pilota ribelle Poe Dameron nel film Star Wars - Il risveglio della Forza, diretto da J.J. Abrams. Nello stesso anno ha anche recitato nel film Ex Machina. Nel 2016 ha interpretato il villain Apocalisse, nel film X-Men - Apocalisse. Sempre nel 2017 è stato il protagonista della pellicola The Promise assieme a Christian Bale e Charlotte Le Bon, mentre a fine anno ha preso parte a Suburbicon, accanto a Matt Damon e Julianne Moore, e ha rivestito i panni di Poe Dameron nel capitolo VIII della saga di Guerre stellari, intitolato Star Wars - Gli ultimi Jedi (ruolo che ha ripreso anche nell'ultimo capitolo del 2019, Star Wars - L'ascesa di Skywalker). 
Nel 2018 ha interpretato il marito di Natalie Portman nell'adattamento cinematografico Annientamento scritto e diretto da Alex Garland. La pellicola è stata distribuita a partire dal 23 febbraio nelle sale cinematografiche statunitensi e successivamente anche in Canada e in Cina, mentre nel resto del mondo è arrivato direttamente sulla piattaforma Netflix il 12 marzo. A settembre ha rivestito il ruolo di protagonista nella pellicola La vita in un attimo, scritta e diretta da Dan Fogelman e in Operation Finale accanto a Ben Kingsley. Nel 2019 è uscito per Netflix Triple Frontier, e nello stesso anno ha ottenuto il ruolo di Leto I Atreides nel film Dune e ha recitato da protagonista nel film Il collezionista di carte di Paul Schrader, entrambi presentati al Festival di Venezia 2021. 
Nel maggio del 2021 è stato confermato nel ruolo del supereroe Moon Knight, protagonista nell'omonima miniserie televisiva del Marvel Cinematic Universe per la piattaforma streaming Disney+.

## Vita privata
Dal 2012 è in una relazione con la regista danese Elvira Lind. I due si sono sposati nel 2017, lo stesso anno in cui è nato il primo figlio, seguito da un secondo nel 2019.

## Filmografia

### Attore

#### Cinema
- All About the Benjamins, regia di Kevin Bray (2002)
- Lenny the Wonder Dog, regia di Oren Goldman e Stav Ozdoba (2005)
- Nativity (The Nativity Story), regia di Catherine Hardwicke (2006)
- Plutonio 239 - Pericolo invisibile (The Half Life of Timofey Berezin), regia di Scott Z. Burns (2006)
- Davanti agli occhi (The Life Before Her Eyes), regia di Vadim Perelman (2007)
- Che - L'argentino (Che: Part One), regia di Steven Soderbergh (2008)
- Nessuna verità (Body of Lies), regia di Ridley Scott (2008)
- Balibo, regia di Robert Connolly (2009)
- Agora, regia di Alejandro Amenábar (2009)
- Robin Hood, regia di Ridley Scott (2010)
- Sucker Punch, regia di Zack Snyder (2011)
- W.E. - Edward e Wallis (W.E.), regia di Madonna (2011)
- Drive, regia di Nicolas Winding Refn (2011)
- Cristiada, regia di Dean Wright (2011)
- 10 Years, regia di Jamie Linden (2011)
- The Bourne Legacy, regia di Tony Gilroy (2012)
- Una scuola per Malia (Won't Back Down), regia di Daniel Barnz (2012)
- A proposito di Davis (Inside Llewyn Davis), regia di Joel ed Ethan Coen (2013)
- In Secret, regia di Charlie Stratton (2013)
- I due volti di gennaio (The Two Faces of January), regia di Hossein Amini (2014)
- 1981: Indagine a New York (A Most Violent Year), regia di J. C. Chandor (2014)
- Ex Machina, regia di Alex Garland (2015)
- Mojave, regia di William Monahan (2015)
- Star Wars - Il risveglio della Forza (Star Wars: The Force Awakens), regia di J. J. Abrams (2015)
- X-Men - Apocalisse (X-Men: Apocalypse), regia di Bryan Singer (2016)
- The Promise, regia di Terry George (2016)
- Star Wars - Gli ultimi Jedi (Star Wars: The Last Jedi), regia di Rian Johnson (2017)
- Suburbicon, regia di George Clooney (2017)
- Annientamento (Annihilation), regia di Alex Garland (2018)
- La vita in un attimo (Life Itself), regia di Dan Fogelman (2018)
- Operation Finale, regia di Chris Weitz (2018)
- Van Gogh - Sulla soglia dell'eternità (At Eternity's Gate), regia di Julian Schnabel (2018)
- Triple Frontier, regia di J. C. Chandor (2019)
- Star Wars - L'ascesa di Skywalker (Star Wars: The Rise of Skywalker), regia di J. J. Abrams (2019)
- Il collezionista di carte (The Card Counter), regia di Paul Schrader (2021)
- Dune, regia di Denis Villeneuve (2021)
- Frankenstein, regia di Guillermo del Toro (2025)

#### Televisione
- Law & Order: Criminal Intent – serie TV, episodio 5x18 (2006)
- Show Me a Hero – miniserie TV, 6 puntate (2015)
- Scene da un matrimonio (Scenes from a Marriage) – miniserie TV, 5 puntate (2021)
- Moon Knight – miniserie TV, 6 puntate (2022) – Marc Spector / Moon Knight; Steven Grant / Mr. Knight; Jake Lockley

#### Videoclip
- Gravity di Trentemøller (2014)

### Doppiatore
- Disney Infinity 3.0 - videogioco (2015)
- LEGO Star Wars: Il risveglio della Forza - videogioco (2016)
- Star Wars Resistance - serie TV (2018-2020)
- Spider-Man - Un nuovo universo (Spider-Man: Into the Spider-Verse) - film (2018)
- La famiglia Addams (The Addams Family), regia di Conrad Vernon e Greg Tiernan (2019)
- La famiglia Addams 2 (The Addams Family 2), regia di Greg Tiernan, Laura Brousseau e Kevin Pavlovic (2021)
- Spider-Man: Across the Spider-Verse, regia di Kemp Powers (2023)
- What If...? - serie animata, 1x1 (2024) – Marc Spector / Moon Knight
- The King of Kings, regia di Seong-ho Jang (2025)

### Produttore
- Operation Finale, regia di Chris Weitz (2018)
- Scene da un matrimonio (Scenes from a Marriage) – miniserie TV, 5 puntate (2021)

## Teatro
- Two Gentlemen of Verona, libretto di Mel Shapiro e John Guare, colonna sonora di Galt MacDermot, regia di Kathleen Marshall. Delacorte Theatre dell'Off-Broaway (2005)
- Beauty of the Father di Nilo Cruz, regia di Michael Greif. New York City Center dell'Off-Broadway (2005)
- Romeo e Giulietta di William Shakespeare, regia di Michael Greif. Delacorte Theatre dell'Off-Broaway (2007)
- Grace di Mick Gordon e AC Grayling, regia di Joseph Hardy. Lucille Lortel Theatre dell'Off-Broadway (2008)
- Casa di bambola di Henrik Ibsen, regia di Sam Gold. Williamstown Theatre Festival di Williamstown (2011)
- We Live Here di Zoe Kazan, regia di Sam Gold. New York City Center di New York (2011)
- Amleto di William Shakespeare, regia di Sam Gold. Public Theater dell'Off-Broadway (2017)
- The Sign in Sidney Brustein's Window di Lorraine Hansberry, regia di Anne Kauffman. James Earl Jones Theatre di Broadway (2023)

## Riconoscimenti
- Golden Globe
  - 2014 – Candidatura al miglior attore in un film commedia o musicale per A proposito di Davis
  - 2016 – Miglior attore in una mini-serie o film per la televisione per Show Me a Hero
  - 2022 – Candidatura al miglior attore in una mini-serie o film per la televisione per Scene da un matrimonio[17]

- Saturn Award
  - 2014 – Candidatura al miglior attore per A proposito di Davis

- Screen Actors Guild Awards
  - 2022 – Candidatura al migliore attore in un film televisivo o mini-serie	per Scene da un matrimonio

## Doppiatori italiani
Nelle versioni in italiano delle opere in cui ha recitato, Oscar Isaac è stato doppiato da:
- Gabriele Sabatini in Sucker Punch, W.E. - Edward e Wallis, Cristiada, 10 Years, The Bourne Legacy, A proposito di Davis, I due volti di gennaio, Ex Machina, Star Wars: Il risveglio della Forza, Show Me a Hero, Star Wars: Gli ultimi Jedi, Annientamento, La vita in un attimo, Operation Finale, Triple Frontier, Star Wars: L'ascesa di Skywalker, Il collezionista di carte, Dune, Scene da un matrimonio, Moon Knight
- Paolo De Santis in Robin Hood, Una scuola per Malia, X-Men - Apocalisse
- Alessandro Rigotti in Law & Order: Criminal Intent
- Riccardo Rossi in Nativity
- Marco De Risi in Davanti agli occhi
- Roberto Gammino in Nessuna verità
- Fabio Boccanera in Agora
- Fabrizio Picconi in Drive
- Massimiliano Virgilii in 1981: Indagine a New York
- Alessio Cigliano in The Promise
- Riccardo Niseem Onorato in Suburbicon
- Gianfranco Miranda in Van Gogh - Sulla soglia dell'eternità

Da doppiatore è stato sostituito da:
- Gabriele Sabatini in LEGO Star Wars: Il risveglio della Forza, Star Wars Resistance, What If...?
- Emanuele Ruzza in Spider-Man - Un nuovo universo, Spider-Man: Across the Spider-Verse
- Pino Insegno ne La famiglia Addams, La famiglia Addams 2